# ФК Биг Бул Раднички
ФК Биг Бул Раднички је био фудбалски клуб из Шида, такмичио се у сезони 2010/11. у Првој лиги Србије, другом такмичарском нивоу српског фудбала. Клуб је настао фузијом ФК Биг Була из Бачинца и ФК Радничког из Шида 2010. године, али пошто је клуб сезону 2010/11. завршио на претпоследњем месту у Првој лиги и испао у нижи ранг, Раднички Шид је у лето 2011. раскинуо уговор са Биг Булом, а тиме се и угасио овај клуб.